# Лёгкая атлетика на летних Олимпийских играх 1900 — бег на 2500 метров с препятствиями
Соревнования по бегу на 2500 метров с препятствиями среди мужчин на летних Олимпийских играх 1900 прошли 15 июля. Приняли участие шесть спортсменов из разных стран.

## Призёры
| Золото              | Серебро                        | Бронза               |
| Джордж Ортон Канада | Сидней Робинсон Великобритания | Жак Шастанье Франция |

## Соревнование

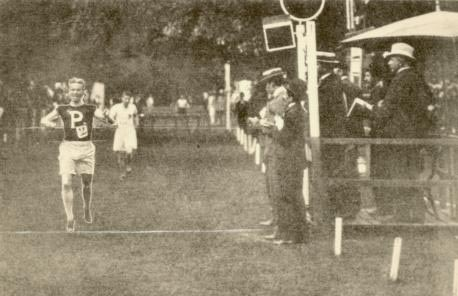
Финиш забега

| Место | Спортсмен             | Результат  |
| ----- | --------------------- | ---------- |
| 1     | Джордж Ортон (CAN)    | 7:34,4     |
| 2     | Сидней Робинсон (GBR) | Неизвестен |
| 3     | Жак Шастанье (FRA)    | Неизвестен |
| 4     | Артур Ньютон (USA)    | Неизвестен |
| 5     | Герман Враштиль (AUT) | Неизвестен |
| 6     | Франц Дюне (GER)      | Неизвестен |